# Шевчук Сергій Павлович
Сергі́й Па́влович Шевчу́к (1965—2023) — старший солдат збройних сил України, учасник російсько-української війни.

## Життєпис
Народився і жив у Львові. Закінчив Львівський кінотехнікум. Пройшов строкову військову службу. В мирному житті обіймав посаду головного інженера у колишньому Управлінні кінофікації у Львові, згодом працював інженером у місцевому кінотеатрі. Захоплювався технікою.
З початком повномасштабної війни добровільно вступив до лав 125-тої окремої бригади територіальної оборони Збройних Сил України, щоб стати на захист рідної країни. Брав участь у боях на Харківщині й Донеччині.
Загинув 26 квітня 2023 року на Бахмутському напрямку Донеччини, отримавши ушкодження від вибухів та осколків під час виконання бойового завдання.
Похований на Полі Почесних поховань 86а Личаківського кладовища.

## Нагороди
За час служби був нагороджений медаллю «Незламним Героям російсько-української війни» та відзнакою командира II ступеня.

## Вшанування пам'яті

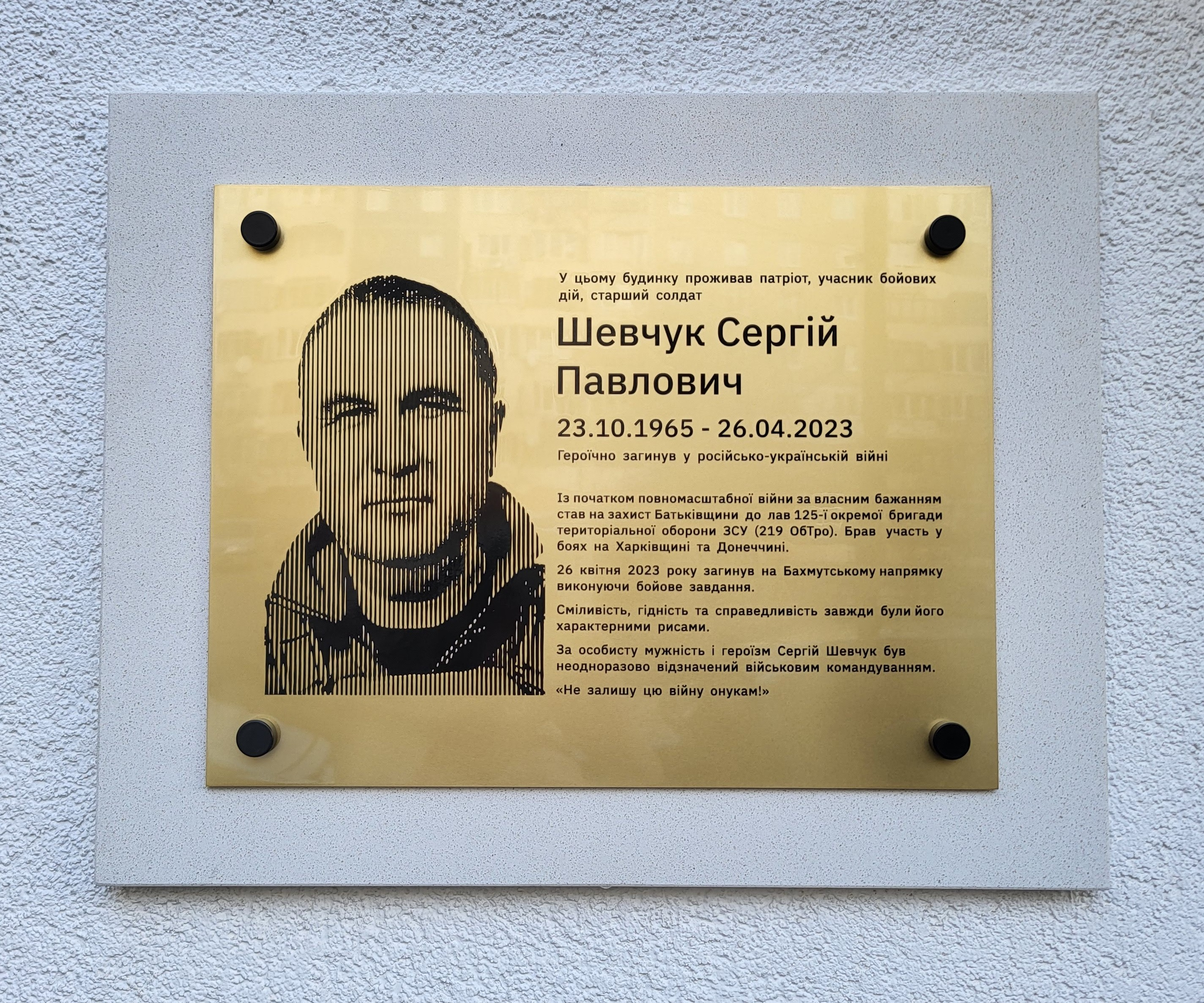
Меморіальна таблиця

Для увіковічення пам'яті про Героя, 17 лютого 2024 року у Львові було встановлено меморіальну таблицю на будинку за адресою пр. Червоної калини 108.